# فدراسیون بین‌المللی وزنه‌برداری
فدراسیون بین‌المللی وزنه‌برداری (IWF) که مقر آن در بوداپست است، نهاد بین‌المللی حاکم بر ورزش وزنه‌برداری است.
فدراسیون بین‌المللی وزنه‌برداری در سال ۱۹۰۵ میلادی تأسیس شد، و دارای ۱۸۷ کشور عضو است.
این نهاد در ابتدا با نام Fédération Haltéphile International یا FHI نامگذاری شد و بین المپیک‌های تابستانی ۱۹۷۲ و ۱۹۷۶ نام خود را به IWF تغییر داد.

## فدراسیون‌های قاره‌ای
فدراسیون‌های قاره‌ای که به IWF وابسته هستند و زیر نظر آن فعالیت می‌کنند عبارتند از:
- فدراسیون وزنه‌برداری آفریقا (WFA)؛
- فدراسیون وزنه‌برداری آسیا (AWF)؛
- فدراسیون وزنه‌برداری اروپا (EWF)؛
- فدراسیون وزنه‌برداری اقیانوسیه (OWF)؛
- فدراسیون وزنه‌برداری پان آمریکا (PAWF).

## رویدادها
رویدادهای زیر توسط فدراسیون بین‌المللی  وزنه‌برداری برگزار می‌شود:
- مسابقات قهرمانی وزنه‌برداری جهان
- مسابقات قهرمانی وزنه‌برداری جوانان جهان
- مسابقات قهرمانی وزنه‌برداری نوجوانان جهان